# Whitney och Elton Johansson
Whitney och Elton Johansson var SR:s julkalender 2002. Den handlade om "Svenne Svennessons musikimperium". I musikhuset bor artisterna "I-Scream", "Pierre" och "Marit", "Morsans Spelmän", "Demis" och "Myrra", "Tony Sinclair", "Dragspels-Kalle", "Tinnitus" och många fler. Det sjungs och spelas bakom varenda dörr. Huvudrollerna har två barn, "Whitney & Elton", som bor i musikhuset. Bakom de fantasifulla artistnamnen i julkalendern döljer sig artister som Carl-Einar Häckner, Freddie Wadling, Stefan Ljungqvist, Åsa Gustafsson, Mary-Anne Buyondo, Harry Goldstein, Maria Stellas, Marc Eastmond, gruppen Lok, After Shave och Papa Dee.
Whitney spelas av Maja Gödicke och Elton av Jacob Rippe.

## Handling
Den så kallade Svenneskrapan är ett höghus som "vibrerar" av musik, och där bor Whitney och hennes halvbror Elton (Maja Gödicke och Jacob Rippe). De retas och kivas, men är också goda vänner som ställer upp på varandra. Mamma och pappa Johansson (Gunilla Johansson och Jan Rippe) är båda yrkesmusikanter. Pappa Börje är inte Whitneys biologiske far, och hon längtar efter sin okände pappa. En gammal LP-skiva får henne att tänka på honom, och utifrån den skriver hon en egen låt.
Svenne Svennesson äger musikhuset, och är även chef över Svennes sångbolag och bor själv högst upp. För artisterna i Svenneskrapan gäller det att göra en säljande låt, vilket innebär att man flyttas man upp i skrapan. Om det går sämre så flyttas man ner.

## Medverkande
- Maja Gödicke - Whitney Johansson
- Jacob Rippe - Elton Johansson
- Jan Rippe - Pappa Börje
- Gunilla Johansson - Mamma Gunilla
- Timo Nieminen - Dragspels-Kalle
- Freddie Wadling - Svenne Svennesson
- Papa Dee - Jean-Claude Didi
- Stefan Ljungqvist - Alf Sjögräs
- Carl-Einar Häckner - Tony Sinclair i Mainstream Boyz
- Åsa Gustafsson - Kajsa Hårsvall och Marit i "Marit och Pierre"
- Marc Eastmond - Pierre
- Harry Goldstein - Demis
- Maria Stellas - Myrra
- Mary-Anne Buyondo - I-Scream Andersson
- After Shave - Dansbandet "Mats-Jürgens"
- Henrik Wallgren, Per Umareus - Morsans Spelmän
- LOK - Gruppen Tinnitus

## Papperskalender

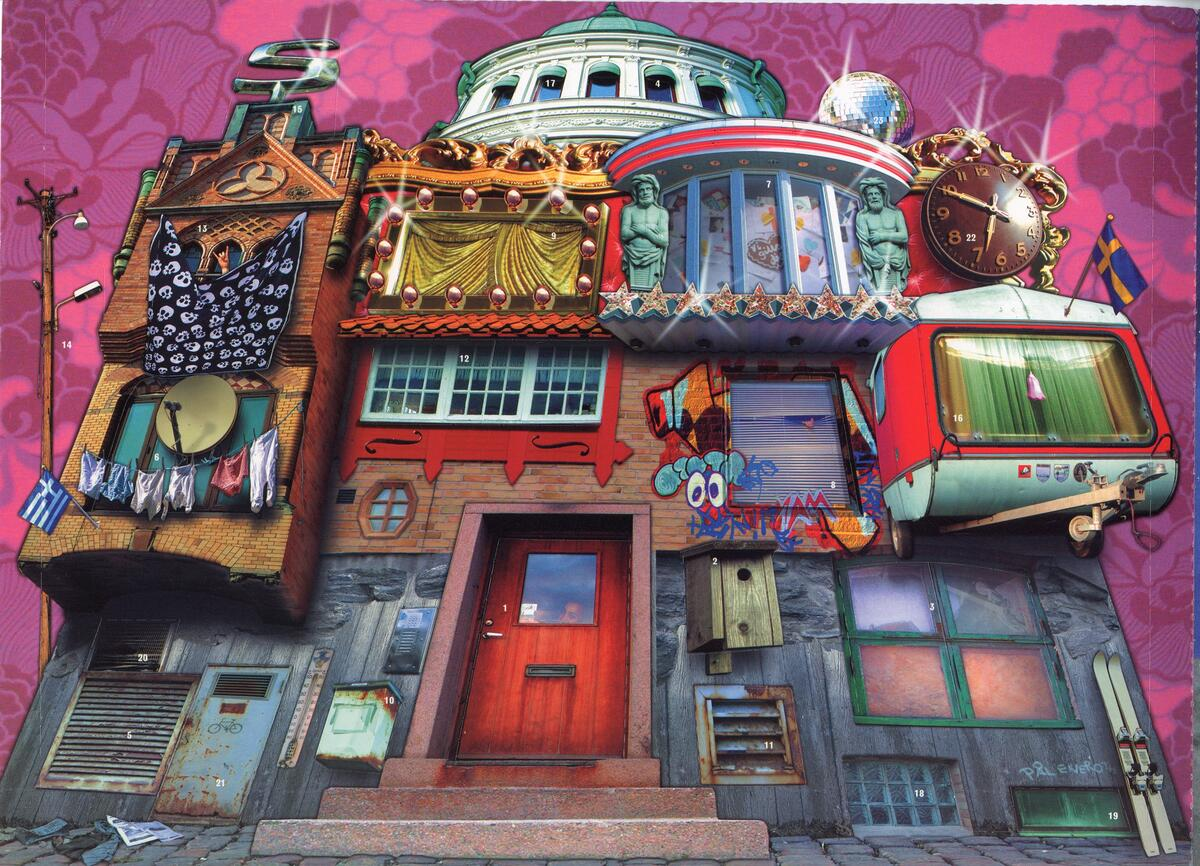
Papperskalendern

Kalendern ritades av Pål Eneroth och föreställer ett surrealistiskt bostadshus. I denna kalender fanns bara se 23 luckor istället för 24 där öppna lucka 24 var hela kalenderns framsida.[källa behövs]

## Utgivningar
Musiken utgavs samma år på CD på skivmärket Apparat Records, som musiker medverkade After Shave och Lok. Själva Julkalendern gavs ut på CD i slutet av november 2011.[källa behövs]

### Fotnoter
1. ↑  ”Svensk mediedatabas”. http://smdb.kb.se/catalog/search?q=%22Whitney+och+Elton%22+typ%3Aradio&sort=OLDEST. Läst 5 april 2011.
2. ↑  Linda Hjertén (12 november 2002). ”Kändisar och musik i radiokalendern”. Aftonbladet. http://www.aftonbladet.se/nojesbladet/article10319913.ab. Läst 27 december 2016.
3. ↑  ”2002, Whitney och Elton Johansson”. Sveriges Radio. http://sverigesradio.se/barn/julkalendrar/2002.stm. Läst 30 augusti 2015.
4. ↑  ”Whitney & Elton Johansson : musiken från Sveriges radios julkalender 2002”. https://smdb.kb.se. Svensk mediedatabas. http://smdb.kb.se/catalog/id/001550874. Läst 5 april 2011.